# میکل مارکوسن
میکل مارکوسن (انگلیسی: Michael Markussen؛ زادهٔ ۹ ژانویهٔ ۱۹۵۵) دوچرخه‌سوار اهل دانمارک است.